# Institut de volcanologie et de sismologie
L'Institut de volcanologie et de sismologie, en russe : Институт вулканологии и сейсмологии, est un organisme de recherche de Russie assurant l'étude et la surveillance volcanologie et sismique dans la péninsule du Kamtchatka et les îles Kouriles. Il est basé à Petropavlovsk-Kamtchatski, la capitale du kraï du Kamtchatka, au pied des volcans Koriakski et Avatchinski.

## Infrastructures
L'institut est basé dans la ville de Petropavlovsk-Kamtchatski, sur la côte orientale du Kamtchatka.

## Organisation administrative et personnel
L'institut est rattaché à la direction générale de l'Extrême-Orient de l'Académie russe des sciences. À sa tête se trouve un directeur.

## Champs d'action

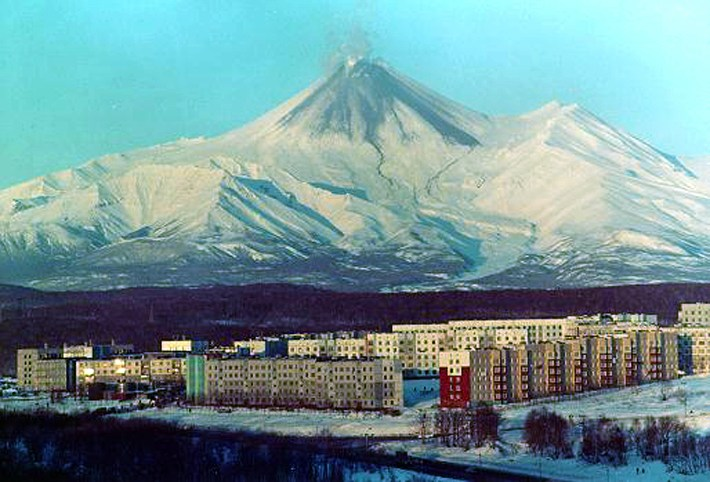
Petropavlovsk-Kamtchatski dominée par l'Avatchinski, l'un des nombreux volcans étudiés par l'Institut de volcanologie et de sismologie.

Les études de l'institut se font selon deux axes principaux :
- la volcanologie et les processus liés (géothermie, géochimie, etc) ;
- la sismologie, la tectonique et les structures géologiques en lien avec le volcanisme régional.

La surveillance des tsunamis est une autre compétence de l'institut.

## Histoire
L'institut est fondé en 1962. Six directeurs se sont succédé à sa tête:
- 1962: Boris Piïp;
- 1966: Gueorgui Gorchkov;
- 1969: Constantin Zelenov;
- 1971: Sergueï Fedotov;
- 2004: Evgueni Gordeïev;
- 2018: Alexeï Ozerov[2].

## Référence
- (ru) Cet article est partiellement ou en totalité issu de l’article de Wikipédia en russe intitulé « Институт вулканологии и сейсмологии ДВО РАН » (voir la liste des auteurs).

1. ↑  (en) « Institute of Volcanology and Seismology », Institut de volcanologie et de sismologie (consulté le 5 janvier 2013)
2. ↑  (ru) « L'académicien Gordeïev: « Les dirigeants du pays ne savent pas à quoi sert la science » » [archive du 20 décembre 2018], Novaya Gazeta, 15 mai 2017 (consulté le 13 mars 2023)